# Personaggi di Yu degli spettri

I personaggi principali dell'anime. Da sinistra: Hiei, Kurama, Yusuke, Keiko e Botan. Dietro: Kuwabara.

In questa lista sono riportati i personaggi dell'anime/manga Yu degli spettri di Yoshihiro Togashi.

## Protagonisti
- Yusuke Urameshi (浦飯 幽助?, Urameshi Yūsuke): Yusuke è il peggior bullo della scuola media Sarayashiki. Infatti beve, fuma e gioca d'azzardo. Yusuke è un ragazzo presuntuoso, competitivo e aggressivo con gli altri, in special modo con i professori della scuola. Nonostante tutto, spesso dimostra di avere un cuore generoso, sebbene spesso si dimostri comunque testardo e prepotente. Quando muore per salvare un bambino che stava per essere investito da un'auto, incontra Botan, la traghettatrice delle anime, che lo scorta dal Piccolo Enma. Al cospetto di quest'ultimo, scopre che la sua morte non era prevista per quel momento, gli spiega che se supererà una prova, potrà tornare in vita. Dopo esserci riuscito, viene nominato dal Piccolo Enma, Detective del Mondo degli Spiriti. Grazie agli insegnamenti della maestra Genkai, diventerà sempre più forte. Dopo aver vinto il torneo delle arti marziali nere, sventa il piano di distruzione dell'umanità di Shinobi Sensui, e durante la battaglia contro quest'ultimo, scopre che è, in realtà, un mezzo demone. Il demone suo antenato, Raizen, dopo essersi unito ad una donna umana fece in modo che un suo discendente, una volta divenuto abbastanza forte, sarebbe divenuto un demone. Doppiato da Nozomu Sasaki e in italiano da Davide Garbolino e Luca Sandri (secondo film)
- Kazuma Kuwabara (桑原 和真?, Kuwabara Kazuma): Kuwabara, è il più duro dopo Yusuke ed inizialmente è in competizione con lui proprio per questo motivo, ma, affrontando insieme molte avventure, i due diventeranno sempre più legati, fino a diventare amici. Kuwabara è molto simile a Yusuke: benché sia umano, Kuwabara ha una potente forza spirituale, legata alla manipolazione e alla percezione degli spiriti. Poco dopo aver accompagnato Yusuke in una delle sue missioni, impara ad utilizzare la Rei Ken, una spada di Reiki. Dopo la Dark Saga, Kuwabara viene considerato il più forte umano con poteri spirituali in vita. Nella saga Three Kings, tuttavia, decide di restare sulla terra mentre i tre amici tornano nel mondo dei demoni, dato che lui sceglie di focalizzare la sua attenzione allo studio. Doppiato da Shigeru Chiba e in italiano da Claudio Moneta e Marcello Cortese (secondo film)
- Hiei (飛影?, Hiei): Hiei, il cui nome deriva dalla montagna più elevata di Kyoto, il Monte Hiei, si presenta come un ottimo combattente, maligno e spietato. Dopo l'incontro con Yusuke, esso cambia parecchio, seppur continui a mostrare un carattere e un modo di agire perfido e violento. All'inizio, tende a considerare sia lui che Kuwabara due babbei senza talento, ma col passare del tempo inizia a provare simpatia per loro. La storia di Hiei ha inizio nel paese dei ghiacci, dove nasce da una koorime e da un demone del fuoco. Sua madre, Hina, muore durante il parto e le altre koorime decidono di allontanarlo. Rui, un'amica di sua madre, prima di abbandonarlo gli donerà la pietra Hiruy, formatasi da una lacrima della madre. Hiei precipita, così, nel Makai, dove vivrà uccidendo gli altri demoni in attesa della sua vendetta contro le donne del paese dei ghiacci. Durante uno scontro con un demone, Hiei perde la pietra e da allora cercherà in tutti i modi di ritrovare il Paese dei Ghiacci e la pietra di sua madre. Hiei andò da Shigure e si fece impiantare un terzo occhio in modo che potesse trovare il Paese dei Ghiacci, a costo di perdere i suoi poteri. Una volta trovato, la sua brama di vendetta svanisce, non riesce a trovare il suo gioiello e si mette invece alla ricerca di sua sorella Yukina. La sua specialità è la tecnica della spada: il Kenjutsu. Doppiato da Nobuyuki Hiyama e in italiano da Felice Invernici e Gianni Quillico (secondo film)
- Kurama (蔵馬?, Kurama): Kurama, nome derivato dal Monte Kurama sede di una rigogliosa foresta, o Shuichi Minamino è la reincarnazione umana del potente spirito volpe (yoko) Kurama. Sebbene inizialmente fosse malvagio, dopo essere rinato e aver vissuto nel mondo degli umani, diventa un ragazzo buono e sincero, affezionato alla madre malata. Dopo essere diventato amico di Yusuke, la sua vita migliora, trovando dei veri amici. Ha l'abilità di controllare le piante tramite la forza spirituale. Durante il Torneo Oscuro, riesce a riassumere le sembianze di yoko grazie al Frutto del Passato. Dopo questo episodio scoprirà di potersi trasformare ogni volta che lo vuole. Il personaggio è caratterizzato dal doppio animo, quello umano, ricco di affetto per la madre, e quello demoniaco freddo e spietato. Le sue tecniche segrete sono la Rose Whip (Frusta di rose) e il Fukaen Bujin (Elegante danza circolare nel vento). Doppiato da Megumi Ogata e in italiano Dania Cericola e Valeria Falcinelli (secondo film)
- Genkai (幻海?, Genkai): l'anziana Genkai è la maestra della scuola del Reiko Hadoken, e insegna l'Onda di luce a Yusuke. In gioventù era allieva di arti marziali insieme al minore dei fratelli Toguro ed erano molto affezionati. Nonostante sia spesso dura con Yusuke ed appaia bisbetica, si preoccupa per il ragazzo e cerca costantemente di aiutare lui ed il suo gruppo. Conosce Yusuke durante la sua ricerca di un erede e, dopo averlo allenato, lo seguirà sotto le mentite spoglie del "Guerriero mascherato", unendosi alla sua squadra. Dopo la morte scompare e lascia il suo tempio e le sue sconfinate terre di cui è proprietaria a tutti i ragazzi del gruppo. Doppiata da Hisako Kyoda e Megumi Hayashibara (da giovane) e in italiano Caterina Rochira, Silvana Fantini (secondo film) e Irene Scalzo (da giovane).
- Botan (ぼたん?, Botan): è una delle guide incaricate di condurre le anime nel mondo dei morti, e nella prima serie aiuta Yusuke nelle indagini come sua assistente, spesso dandogli gli strumenti necessari. Doppiata da Sanae Miyuki e Federica Valenti.

### Personaggi ricorrenti
- Keiko Yukimura (雪村 螢子?, Yukimura Keiko): Keiko è la ragazza di Yusuke, nonostante lui lo neghi violentemente. La sua personalità è praticamente opposta a quella di Yusuke; Keiko è una studentessa modello e spesso rimprovera Yusuke per la sua abitudine di cacciarsi nei guai. La relazione con Yusuke l'ha resa, a volte, un obiettivo per i demoni. Keiko, appresa la natura del compito di Yusuke, benché spaventata dai pericoli, spesso supporta e sprona il ragazzo. Doppiata da Yuri Amano e Alessandra Karpoff
- Piccolo Enma (コエンマ?, Koenma): è il figlio del grande Re Enma, giudice dei morti buddista e signore del mondo spirituale. Ha sostituito il padre dopo che questi ha cambiato lavoro ed è lui che invia a Yusuke le missioni da compiere. Il suo vero aspetto è quello di un bambino basso di circa 5 anni, mentre quando va negli altri mondi prende l'aspetto di un ragazzo alto ma ha sempre il simbolo Jr. sulla fronte. In bocca tiene un succhiotto in cui concentra l'energia necessaria per rafforzare la barriera tra il mondo dei demoni e quello degli umani. Doppiato da Mayumi Tanaka e Lara Parmiani.
- George Saotome: è il segretario Oni del Piccolo Enma ed appare solo nella serie animata dove insieme al suo capo è protagonista di numerose gag, spesso dovute al comportamento infantile del piccolo re. Ha i capelli biondi ed è di colore grigio-azzurro. Doppiato da Gianni Quillico.
- Pu (ぷう?, Pū): Pu è la creatura spirituale nata dall'uovo che il Piccolo Enma aveva affidato a Yusuke come prova per tornare in vita. La sua prima apparizione ha l'aspetto di un pinguino blu con le orecchie lunghe e una pettinatura simile a quella di Yusuke. Dopo che Yusuke risveglierà il suo potere demoniaco, la forma di Pu muterà trasformandosi in una fenice.
- Shizuru Kuwabara (桑原 静流?, Kuwabara Shizuru): Sorella maggiore di Kazuma. Ha 18 anni ed è raro vederla senza la sigaretta in bocca, soprattutto nel manga. Ha capacità sensitive ancora più forti del fratello, e assiste come spettatrice a tutto il Torneo delle Arti Marziali Nere insieme a Keiko e Botan, alle quali dopo si lega molto. È sempre molto composta e veste da adulta. Nel cartone si innamora di Sakyo, nel manga no. Doppiata da Ai Orikasa e Loredana Nicosia e Cinzia Massironi (ep.61-65).
- Yukina (雪菜?, Yukina): è un demone appartenente alla specie delle Dame dei ghiacci (Korime, in originale) e sorella gemella di Hiei, ma lei non lo sa in quanto il fratello non vuole rivelarsi. Alla sua prima apparizione viene salvata dal gruppo di Yusuke dal malvagio gioielliere Gonzo Tarukane, che intendeva sfruttarla per vendere le pietre hirui al mercato nero.
Kuwabara è innamorato di lei e anche Yukina sembra ricambiarlo. Doppiata da Yuri Shiratori e Jenny De Cesarei.
- Atsuko Urameshi (浦飯 温子?, Urameshi Atsuko): Atsuko è la madre di Yusuke, è una donna persa nell'alcol, nel fumo e in altri vizi, ma malgrado ciò ama il figlio. Ha 29 anni e ha cresciuto Yusuke da sola. Nella prima parte dell'anime è spesso protagonista di scenette divertenti, come quella in cui Yusuke cerca di dirle che tornerà in vita, ma lei è intenta a bere al bar coi suoi amici transgender. Doppiata da Yoko Souma e Patrizia Salmoiraghi.
- Asato Kido (城戸 亜沙斗?, Kido Asato): è un umano di quindici anni che, insieme a Yu Kaito e Mitsunari Yanagisawa, rapisce Yusuke e lo porta alla Dimora Dimensionale. Hanno sviluppato poteri superumani in seguito al portale Demone Plane aperto da Sensui e Itsuki e hanno cercato l'aiuto di Genkai, che li spinge ad attaccare Yusuke, Kuwabara, Kurama e Hiei. L'abilità di Kido è Shadow (シ ャ ド ー?, Shad), che gli consente di immobilizzare qualcuno calpestando la propria ombra. Doppiato da Lorenzo Scattorin.
- Yu Kaito (海藤 優?, Kaitō Yū): è un umano di diciassette anni che, insieme a Kido e Yanagisawa, rapisce Yusuke e lo porta alla Dimora Dimensionale. Dopo aver scritto diverse pubblicazioni filosofiche, è lo studente più intelligente della scuola media Meio, dietro a Kurama. Kido, Yanagisawa e lui stesso svilupparono poteri sovrumani come risultato del portale del Demon Plane aperto da Sensui e Itsuki e cercarono l'aiuto di Genkai, che li ha attaccati Yusuke, Kuwabara, Kurama e Hiei. L'abilità di Kaito è Tabù (禁 句 ?,  タ ブ ー,  Tabù), che gli consente di creare un territorio in cui la violenza è inefficace e le persone non devono dire una parola proibita o tabù da lui imposta (comprese le lettere di quella parola dette in successione in una frase), o la loro anima sarà estratta dal loro corpo. Sebbene riesca a catturare le anime di Hiei, Kurama e Botan, viene battuto da Kurama. La sua ultima apparizione mostra che trascorre il suo fine settimana a giocare a videogiochi e scrivere. Doppiato da Renato Novara.
- Mitsunari Yanagisawa (柳沢 光成?, Yanagisawa Mitsunari): è un umano di sedici anni che, insieme a Kido e Kaito, rapisce Yusuke e lo porta alla Dimora Dimensionale. L'abilità di Yanagisawa è Copy (模 写?,  コ ピ ー, Kopī), che gli consente di copiare l'aspetto, la personalità, i ricordi e la stampa dell'aura di chiunque tocchi. Doppiato da Paolo De Santis.

## Antagonisti

### Nemici minori della prima serie
- Gouki (剛鬼?, Gouki): è un demone che si ciba di anime umane, incontra Hiei dopo essere scappato di prigione. Insieme a Hiei e Kurama ruba i tre grandi tesori dell'oscurità e tiene per sé la Sfera famelica, che assorbe le anime umane. Nonostante il suo corpo particolarmente robusto viene ucciso da Yusuke col Raggio astrale.
- Rando (乱童?, Randō): è un demone che partecipa al torneo per la successione di Genkai. Ha ucciso 99 maestri e copiato/rubato le loro tecniche. Partecipa al torneo mascherato da un giovane monaco, Shorin, per non destare sospetti, in quanto pianifica di vincere il torneo e far sua la tecnica dell'Onda di luce astrale. Viene sconfitto da Yusuke all'ultimo incontro, a causa di una delle tecniche che ha rubato che gli si rivolta contro.

### Quattro Venerabili Bestie
Le Quattro venerabili bestie (四聖獣?, Shiseijū) sono quattro demoni che governano una parte del mondo dei demoni chiamata Città dei demoni e degli spettri. Il loro scopo è rendere accessibile il mondo degli umani a tutti i demoni e far togliere la barriera che circonda e isola il loro castello. I nomi delle bestie derivano dai quattro simboli dell'astrologia cinese.
- Gembu (玄武?): un demone di roccia che ha il potere di fondersi con le pietre, muoversi quindi tra le pareti e il pavimento, e dividere il suo stesso corpo in piccole rocce. Viene affrontato e ucciso da Kurama. Doppiato da Mario Zucca.
- Byakko (白虎?): è un demone dalla forma di una tigre bianca antropomorfa che dai suoi capelli può creare delle piccole copie-bestie di sé stesso (nell'anime). Inoltre assorbe l'aura dell'avversario e spara colpi di energia dalla bocca che sbriciolano la materia. Viene affrontato e sconfitto da Kuwabara ma ucciso dal suo compagno Seiryu, che lo congela. Doppiato da Giovanni Battezzato.
- Seiryu (青龍?): un demone del ghiaccio, detto anche Dragone Blu, che viene ucciso facilmente da Hiei. Doppiato da Guido Rutta.
- Suzaku (朱雀?): il leader del gruppo, è un demone che usa attacchi di fulmine grazie alla tecnica del Tuono oscuro, è capace di dividere se stesso in sette copie di ugual potenza (Cerchio di tenebrosa energia) e rigenerare il suo potere e le sue ferite riassorbendo i cloni. Viene sconfitto e ucciso da Yusuke dopo un durissimo scontro. Doppiato da Simone D'Andrea.

### Membri del Nero Nero Club
Il Nero Nero Club (anche detto Circolo del Libro Nero nel manga) è un circolo composto da ricchi e loschi uomini d'affari e presieduto da Gonzu Tarukane, un miliardario arricchitosi con traffici illegali e che aveva sequestrato Yukina. Tra questi vi sono, compreso Sakyo, diversi personaggi che formeranno un proprio team di demoni per farli partecipare al Torneo delle Arti Marziali Nere al fine di vincerlo.

### Team del Torneo delle Arti Marziali Nere

#### Squadra Rokou Yukai
Il team Rokou Yukai (letteralmente "Sei Demoni") appartiene al signor Sukezo Gondawara, uno dei membri del Nero Nero Club. È il primo team contro cui si battono Yusuke e compagni nel Torneo delle Arti Marziali Nere. Esso è composto da sei membri, di cui due però deboli e codardi da risultare presenti solo per far numero.
- Rinku: è il più piccolo della squadra, ha un aspetto da bambino umano, giocherellone e dispettoso. Secondo Hiei è "il secondo più forte del team" (dopo Zero), questo prima che venisse allo scoperto Chu. È il primo a scendere in campo, nel match inaugurale del torneo, contro Kuwabara, che riuscirà a sconfiggere con l'astuzia. Le sue armi sono potenti yo-yo demoniaci manovrati dalla sua energia. Diventerà poi amico e alleato di Yusuke e dei suoi compagni. Doppiato da Patrizia Mottola, Lara Parmiani (ep.61), Federica Valenti (ep.62-65) e Patrizia Scianca (ep.104 in poi)

- Roto : demone poco temibile nello scontro, ma dall'animo subdolo e malvagio. La sua arma è una falce che si sviluppa dal dito medio della mano destra. Nello scontro con Kurama tenterà di vincere ricattandolo e minacciando di uccidere sua madre, ma fallisce e viene brutalmente ucciso da Kurama.

- Zero: leader del team Roko Yukai, demone forte e sicuro di sé. Riesce a sprigionare energia sotto forma di calore, abilità che gli consente, oltre che creare e lanciare fiamme, di rendere il suo corpo totalmente infuocato. Nonostante la sua forza nulla potrà contro Hiei e il suo fuoco del Drago Nero e alla fine dello scontro di Zero non resterà che cenere.

- Chu: componente più forte del team, che rimane escluso dai cinque che combattono avendo perso nel gioco della morra cinese. Ha un aspetto che ricorda un Punk dalla cresta azzurra, sia per gli atteggiamenti che per i modi di fare. La sua tecnica consiste nel bere alcol e per questo all'apparenza sembra un ubriacone svampito ed euforico, però più beve e si ubriaca e più aumenta la sua forza. Inoltre è un combattente leale, dotato di grande velocità e scioltezza nei movimenti. La sua arma segreta è il Folletto Assassino, un liquore speciale che aumenta al massimo il suo potere. Diventerà poi amico e alleato di Yusuke e dei suoi compagni. Segue gli allenamenti di Kurama diventando più forte. Combatte nel torneo organizzato da Yusuke. Nella prima fase si scontra con Natsume ma si arrende dopo aver visto la differenza di forza tra i due. Subito dopo se ne innamora a vista d'occhio.

#### Squadra del dottor Ichigaki
Il Team del Dr.Ichigaki è formato da tre esseri umani e due demoni modificati geneticamente; è guidata dal Dr. Ichigaki, un demone scienziato senza etica e privo di scrupoli. Non è finanziata da nessun membro del Nero Nero Club.
- M1: è un adolescente che porta un taglio di capelli a caschetto che gli copre completamente gli occhi. Insieme ai suoi compagni, ha accettato di combattere per il Dr. Ichigaki per poter curare il suo maestro da una grave malattia per cui non potevano permettersi le cure; trasformato in un burattino da un parassita demoniaco controllato da Ichigaki, verrà liberato grazie ai poteri di Genkai, e sosterrà la squadra di Yusuke. La sua tecnica denominata Colpo dell'Angelo consiste nel creare cerchi di energia taglienti intorno alle braccia, che possono sia colpire in mischia sia essere lanciati. Il suo vero nome è Yen nel manga e Madoka nell'anime.

- M2: ha l'aspetto di un uomo di mezza età e veste abiti in stile cinese, esibendo anche una lunga treccia e folti baffi neri. Insieme a M1 ed M3 si è unito alla squadra di Ichigaki per poter salvare il suo maestro, affetto da una grave malattia; Trasformato anche lui in un burattino, verrà salvato dai poteri di Genkai e supporterà la squadra di Yusuke. La sua tecnica consiste nel creare dei bastoni di reiki di cui può modificare lunghezza e forma a piacimento. Il suo vero nome è Ryo.

- M3: è un giovane uomo dai capelli castani e con una cicatrice sulla fronte. Ha accettato di entrare nella squadra insieme ai suoi compagni per poter salvare il suo maestro; sembra essere il membro più forte della squadra e si accanirà furiosamente contro Kuwabara, ma verrà salvato dal parassita demoniaco del Dr. Ichigaki grazie a Genkai; successivamente si offrirà di sostituire l'infortunato Kuwabara, ma poi tiferà per la squadra di Yususke per il resto del torneo. La sua tecnica si chiama Artiglio d'Orso, e gli consente di far esplodere le cellule dell'avversario tramite contatto fisico. Il suo vero nome è Kai nel manga e Onito nell'anime.

- M4 e M5: sono due demoni modificati geneticamente dal Dr. Ichigaki e si presentano come mostri umanoidi ibridi tra leopardo e lucertola; non prendono parte a nessuna fase del torneo e vengono subito eliminati da Kurama e Hiei, per poter ottenere informazioni sul laboratorio di Ichigaki.

Dr. Ichigaki: patron della squadra omonima, il Dr. Ichigaki è un perfido e amorale demone scienziato, il cui unico interesse nel torneo è di verificare la validità delle sue invenzioni; è molto basso, ha capelli verdi, la pelle violacea e un mento pronunciato. Considera gli umani come semplici pedine, pur riconoscendo il loro potenziale, e vede tutto con semplice e fredda logica. Si è offerto di guarire il maestro di Yen, Ryo e Kai dalla sua malattia in cambio dei corpi dei tre allievi. Al torneo, prima di combattere fa promettere a Yusuke che se la sua squadra vincerà lo scontro, lui offrirà il suo corpo per il prossimo esperimento. Dopo aver visto la sconfitta della sua squadra, si inietterà un siero che gli permetterà di trasformarsi in una bestia gigantesca, ma verrà sconfitto da un furioso Yusuke.

#### Squadra di Masho
Il team Masho (Mashōtsukai nel manga) è il terzo gruppo che viene affrontato dalla squadra di Urameshi nel torneo. Appartiene a Butajiri, uno dei membri del Nero Nero Club. Si tratta di un gruppo formato da shinobi del mondo dei morti (Shura), composto da cinque demoni ninja più un sesto, Ruka, non combattente. Il loro desiderio è la luce, in quanto vivono da sempre nel buio, e quindi impadronirsi dell'isola del torneo per poi dedicarsi alla conquista di tutto il mondo degli umani.
- Jin : È il maestro del vento. È un demone Oni dai capelli rossi ed è un tipo leale, amichevole e spensierato. Riesce a volare cavalcando le correnti d'aria e creare vortici di vento con cui potenziare i suoi attacchi. Nel torneo viene sconfitto da Yusuke. Diventerà poi suo amico e alleato dei suoi compagni. Per un certo periodo segue gli allenamenti di Kurama e combatte nel torneo organizzato da Yusuke. Nella seconda fase del torneo affronta Gotetsu ma viene facilmente sconfitto. Doppiato da Luca Bottale, Paolo Sesana (ep.61-65), Renato Novara (ep.104 in poi).

- Toya : È il maestro del ghiaccio, considerato da Hiei il più forte tra tutti i maestri del ghiaccio. È un demone dalla pelle pallida, i capelli verde brillante e gli occhi blu, e indossa abiti tipici dei ninja. Affronta Kurama dopo che ha sostenuto lo scontro con Gama, venendo comunque sconfitto. Diventerà poi amico e alleato di Yusuke e dei suoi compagni. Si allena sotto Kurama per prepararsi al torneo organizzato da Yusuke. Nella seconda fase del torneo viene sconfitto da Kujo. doppiato da Patrizio Prata, Alessandra Felletti (61-65) e Luca Sandri (ep.104 in poi)

- Gama: maestro del travestimento, è un demone che utilizza la pittura e il suo sangue per le sue tecniche. Affronta Kurama venendo però sconfitto, morendo poi dissanguato.

- Bakken: maestro della nebbia, riesce a creare una fitta nebbia grazie al suo sudore e attaccare così di sorpresa il nemico. Si tratta di un avversario sleale e codardo. Viene facilmente sconfitto da Yusuke, rivelandosi il più debole della sua squadra. Doppiato da Massimiliano Lotti.

- Risho: maestro della terra e presunto capitano della squadra. Per lui il fine giustifica i mezzi, risultando spietato e senza scrupoli. Le sue tecniche si basano sulla creazione di una corazza d'argilla. Affronta Kuwabara ma viene sconfitto.

- Ruka: ragazza specializzata in campi di forza e incantesimi di difesa. Facendosi passare per infermiera intrappola con l'inganno Hiei e il Guerriero Mascherato per un breve periodo.

#### Squadra Racconti dell'Inferno
La squadra Racconti dell'Inferno (Uraotogi) è la squadra affrontata da Yusuke e compagni in semifinale. Non è sponsorizzata da nessun membro del Nero Nero Club.
I componenti hanno aspetto, comportamenti e poteri ispirati a famosi personaggi di fiabe e leggende giapponesi. Si tratta di una squadra fondata da Suzuki, il quale ha poi dato le varie armi e oggetti ai membri per potenziarli, al fine di fargli vincere il torneo e farlo diventare una leggenda. Possiedono tutti una personalità molto arrogante, non hanno spirito di cameratismo, e sembrano interessati unicamente a portare caos e distruzione.
- Makintaro: è il primo avversario a scendere in campo, e trae il suo nome dalla leggenda di Kintarō; è un demone enorme, dalla pelle scura e indossa soltanto un grembiule rosso sul petto e un fudoshi; ha una personalità molto ingenua. Viene scelto per affrontare Hiei, ma viene prima umiliato con l'amputazione di un braccio, poi successivamente ucciso facilmente dalla spada di Hiei. L'unica capacità mostrata è stata la rigenerazione del braccio amputato da Hiei (nell'anime), e può anche trasformarlo in un'ascia, ma alla fine si rivela il membro più debole del gruppo.
- Momotaro Nero (Kuro Momotaro): è il secondo membro a combattere, ed è ispirato alla favola di Momotarō. Ha l'aspetto di un ragazzo alto e dai capelli biondi e sui vestiti porta diversi disegni di pesche nere; ha una personalità boriosa e non mostra alcun rispetto sia per gli avversari, sia per i suoi compagni: non esita infatti a prendere a calci il cadavere di Makintaro definendolo spazzatura. Combatte contro Hiei, e riesce a metterlo in seria difficoltà grazie alla sua capacità di annullare completamente i poteri avversari, ma alla fine viene fatto a pezzi e incenerito dalla tecnica della Spada Fiammeggiante del Re Oscuro. La sua specialità è memorizzare completamente i poteri astrali dei suoi avversari dopo aver subito un attacco, che usa in congiunzione con delle sfere magiche dette Kibidango, che gli consentono di creare delle corazze ispirate ai tre animali che accompagnano Momotarō: una scimmia, un fagiano e un cane.
- Urashima Nero (Ura Urashima): è il terzo membro della squadra ed è basato sulla storia di Urashima Tarō; è un uomo basso e brutto ed ha una personalità viscida e ingannevole, molto codarda e afferma di detestare le persona più alte o più belle di lui. Combatte contro Kurama, che riesce a mettere in seria difficoltà, grazie all'utilizzo dello Scrigno Tatebako, ma viene profondamente terrorizzato dall'apparizione di Yoko Kurama, e ucciso dal compagno Shishiwakamaru, pur di non rivelare i loro segreti. La sua tecnica consiste nell'utilizzare una canna da pesca con cui è in grado di contrastare la frusta di rose di Kurama e creare barriere confinanti; può inoltre utilizzare uno scrigno detto Tatebako, simile a quello della leggenda di Urashima, che se aperto, sprigiona una nube di vapore che fa ringiovanire chiunque la inali che ha l'effetto indesiderato di riportare Kurama alla sua precedente forma demoniaca.
- Shishiwakamaru: è il quarto membro della squadra e il più forte del gruppo. Ha l'aspetto di un ragazzo affascinante dai lunghi capelli azzurri, ma ha una personalità sarcastica e molto sanguinaria, in quanto non esita a coinvolgere il pubblico nelle sue tecniche. Affronta prima Kuwabara, sconfiggendolo con facilità, dopo di che combatte un ferocissimo duello sia fisico che ideologico contro Genkai, ma viene sconfitto dalla maestra, che gli ritorce contro le sue stesse convinzioni.

Nello scontro Genkai usando i suoi poteri mostra il suo aspetto da giovane, Shishiwakamaru ammette di essersene innamorato. Le sue tecniche consistono nell'utilizzare un mantello capace di spedire chi lo tocca in diverse dimensioni, e utilizza la Spada dell'Inferno tramite cui può evocare degli spiriti dannati che divorano chiunque sia sulla loro strada e di creare barriere che bloccano la fuga ai suoi avversari.
- Suzuki: è il capitano della squadra e l'unico il cui nome non sia legato ad una particolare leggenda. Appare inizialmente come un vecchietto di nome Onji, ma poi si rivela come un giovane uomo vestito da clown; come tutti i membri della sua squadra ha una personalità molto arrogante e narcisista, tuttavia leale e avente un suo senso dell'onore, vuole infatti che il suo nome si preceduto dall'aggettivo "bellissimo" e disprezza enormemente gli anziani, definendoli inutili e bruttissimi. Durante il torneo sconfigge facilmente Kuwabara nelle vesti di Onji, ma viene poi sconfitto e massacrato da Genkai. Può usare liberamente tutti i poteri della sua squadra, di cui è la fonte, mentre le sue tecniche personali sono il Vortice Arcobaleno, un attacco composto da sette fasci energetici dei colori dell'arcobaleno che distruggono gli avversari, ed è capace di aumentare la sua massa muscolare come Toguro. Successivamente, ripresosi dallo scontro, aiuterà Yusuke, donando a Kurama e Kuwabara gli stessi artefatti dei suoi seguaci, avendo sentito che si confronteranno con Toguro. Essendo stato in passato sconfitto da quest'ultimo, darà preziosi consigli su chi sia il loro avversario.

#### Squadra di Toguro
- Toguro minore: è un umano che, dopo aver partecipato ad un precedente torneo di Arti Marziali Nere 50 anni prima insieme a Genkai per vendicarsi di un demone che aveva ucciso i loro amici e compagni, espresse il desiderio di diventare lui stesso un demone per non invecchiare e perdere col tempo la sua forza. I suoi poteri consistono nel poter controllare totalmente i suoi muscoli, potendo così utilizzare il 100% della sua forza. Si tratta del membro più forte della sua squadra e disputa la finale nonché l'incontro di chiusura del torneo contro Yusuke, l'unica persona contro cui spera di poter mostrare tutto il suo potere. Il suo corpo si sbriciola non avendo resistito ad un eccessivo aumento della propria potenza per contrastare l'ultimo attacco di Yusuke. Prima di morire, sorride sereno. Yusuke e i suoi compagni intuiscono che Toguro avesse compreso gli errori che aveva compreso e che cercava qualcuno che lo fermasse. Finito nel Mondo degli spiriti decide di passare i suoi prossimi 10.000 anni nel luogo più terribile dell'Inferno per espiare i peccati compiuti in vita, benchè il Piccolo Enma gli avesse concesso per le azioni buone compiute in vita, di passare la sua espiazione nel primo inferno. Un giorno Toguro sarà liberato, potendo passare nell'aldilà, tornando da tutti i suoi compagni. Doppiato da Gianluca Iacono.[1]

- Toguro maggiore: come il fratello minore era un umano che ha deciso di diventare un demone. Molto più piccolo ed esile, solitamente si siede sulla spalla di Toguro minore. A differenza del fratello è molto spietato e sadico. Il suo potere consiste nel manipolare il proprio corpo che può prendere qualsiasi forma, anche di armi, spostare organi interni e rigenerare da ferite anche serie. Durante il torneo combatte contro Kuwabara venendo però sconfitto (seppellito nel terreno), per poi venire apparentemente ucciso dal fratello quando risorge per interferire nello scontro con Yusuke. Sopravvissuto con solo la testa e poco più, viene trovato da Sensui il quale lo dà in pasto a Sadao Makihara. Toguro maggiore però prenderà possesso del corpo dell'umano, per poi trovare la sua fine contro Kurama il quale lo imprigiona in una illusione senza uscita. Doppiato da Luca Bottale.[2]

- Karasu: chiamato a volte anche "Corvo" Karasu è un raro demone di classe Quest, è capace infatti di materializzare dal nulla, grazie alla sua energia, bombe di diversa forma e potenza, non visibili da persone di livello inferiore al suo. Oltre a questo è dotato di una velocità impressionante e, se privato della maschera che gli copre parte del viso, libera totalmente i suoi poteri e i capelli da neri diventano biondi. In passato venne sconfitto insieme a Bui dai fratelli Toguro e per questo decise di seguirli per diventare più forte. Viene ucciso da Kurama durante la finale del torneo, sopraffatto da una delle piante sanguisughe dell'avversario; nonostante questo vince l'incontro, risultando quindi l'unico membro del team Toguro ad aver di fatto vinto contro un avversario del team Urameshi. Doppiato da Lorenzo Scattorin.

- Bui: è un demone guerriero che possiede una immensa aura che gli permette anche di levitare in aria. Si presenta inizialmente con indosso una pesantissima armatura che ne nascondeva anche il viso, usata da Bui per limitare la sua aura. Ha la capacità di materializzare dal nulla enormi asce. Sulla fronte porta la cicatrice inferta da Toguro minore, che lo sconfisse e da quel giorno Bui si allenò per cercare di superarlo, unendosi al suo gruppo. Viene sconfitto da Hiei durante la finale del torneo, venendo però da lui risparmiato.

- Saikyo: viene inizialmente presentato come un giovane membro del Nero Nero Club, che scommette sul fatto che Yusuke e Kuwabara riusciranno a sconfiggere le guardie del corpo di Tarukane, i fratelli Toguro e i loro uomini. Dopo aver vinto tutte le scommesse e aver fatto fallire Tarukane, è stato rivelato che Sakyo in realtà ha ingaggiato i Toguro e li ha fatti combattere, e che Tarukane in origine ha rubato Yukina da Sakyo. Sakyo è lo sponsor del Team Toguro durante il torneo. È un sociopatico, cresciuto torturando e uccidendo animali e persone. Ha un'affinità e un'abilità per il gioco d'azzardo, a volte mette la propria vita in gioco solo per il brivido. Con le sue vincite monetarie attese dal torneo, Sakyo progetta di creare un portale che colleghi il mondo dei Demoni con il Mondo Umano, per nessun altro motivo se non quello di vedere cosa succede. Dopo la morte di Toguro Minore e dopo aver messo in gioco la propria vita in caso di sconfitta, Sakyo fa esplodere la sede del torneo, morendo nell'esplosione. Nell'anime, forma un legame romantico con Shizuru Kuwabara.

### Gruppo di Sensui
Il gruppo di Sensui è formato da otto membri (incluso Sensui), che condividono lo stesso obiettivo: la distruzione della razza umana. Per farlo apriranno un varco che collega il mondo degli umani con quello dei demoni, in modo che questi possano giungere nel mondo umano facendolo cadere nel caos. Ciascuno di loro rappresenta inoltre uno dei sette peccati capitali.
- Shinobu Sensui detto L'Angelo Nero (The Dark Angel) era un detective del mondo degli spiriti dotato di un grande senso della giustizia. Durante una missione per chiudere un varco per il mondo dei demoni, scopre con orrore una festa macabra dove alcuni umani massacravano e torturavano atrocemente alcuni demoni per puro divertimento. Dopo quell'episodio Sensui si convinse che gli umani che proteggeva erano più crudeli dei demoni, e cominciò a provare un profondo odio verso la razza umana. Con l'uso della videocassetta Il capitolo nero reclutò sette persone, in modo da aiutarlo ad aprire il varco per il mondo dei demoni e sterminare la razza umana. A differenza dei suoi compagni, Shinobu non è associato a nessun peccato capitale, ma a un'entità pura che è stata corrotta e ha reinterpretato a modo proprio la sua missione: per questa ragione viene definito L'Angelo Nero. Morirà dopo un lungo combattimento con Yusuke: prima di morire, rivelerà a Yusuke che il vero motivo per cui ha voluto aprire il varco era quello di raggiungere il mondo dei demoni allo scopo di farsi uccidere in combattimento dal demone più potente di quel mondo. Il demone Itsuki, rivelerà infine che Shinobu, sarebbe morto comunque, a causa di una malattia incurabile che da tempo lo affliggeva e che ormai gli rimanevano solo poche settimane di vita. Shinobu scelse così di morire da guerriero in battaglia.

Sensui possiede sette personalità, durante la storia però ne compaiono tre e una quarta viene solo nominata:
- - Shinobu: il vero Sensui nonché la personalità più forte e più pura, è in grado di utilizzare l'Aura sacra, la forma più alta di energia. Sensui può anche materializzare la propria energia, trasformandola nella suprema armatura, o nella suprema arma d'attacco.
  - Minoru: personalità dal carattere calmo e che sa analizzare la situazione, utilizza la tecnica del Calcio devastante (Reshuken), tecnica che sfrutta la parte superiore del corpo per parare i colpi e poi contrattaccare con calci, riesce anche a creare sfere di energia che poi calcia contro il nemico, il nome della tecnica è Raffica di Fiamma. È stato creato per persuadere le altre sei personalità a unirsi alla sua causa ed è tra tutti il secondo più forte, inferiore solo a Shinobu.
  - Kazuya: aggressivo e senza scrupoli, per combattere utilizza una pistola ad energia astrale, impiantata nel suo braccio destro. È violento e volgare e fu la prima delle personalità extra di Sensui a essere creata: nacque quando Shinobu irruppe in una struttura in cui i demoni subivano ogni genere di tortura da parte degli umani, rendendosi conto che le persone per cui aveva combattuto erano anche più spietate dei suoi avversari.
  - Naru: viene solo citata da Itsuki ed è l'unica personalità femminile di Sensui; infantile e sensibile, è stata creata per manifestare le emozioni di Sensui, nonostante emerga solo in presenza di Itsuki. Quest'ultimo afferma che Naru è la personalità che preferisce (dopo quella di Shinobu), alludendo a una possibile relazione d'amore tra loro. Naru si mostra brevemente nell'anime, durante lo scontro tra Hurameshi e Shinobu, cercando di convincere quest'ultimo e le sue altre personalità che nasconde che lui ama ancora il mondo umano.[3] Doppiato da Paolo Sesana.

- Itsuki, detto Il Guardiano (The Gatekeeper): demone che in passato venne risparmiato da Sensui, Itsuki è in grado di aprire varchi dimensionali che collegano il mondo umano da quello demoniaco, inoltre può comandare un demone d'ombra ("Uraotoko") che può inghiottire oggetti o esseri viventi, l'interno del demone è composto dal subspazio, da dove è impossibile uscire, a meno che Itsuki non lo voglia. Durante il combattimento di Yusuke contro Sensui, Itsuki imprigionerà Kuwabara, Kurama, Hiei e Mitarai nel subspazio, anche per evitare che vengano coinvolti. Tuttavia, dopo la morte di Yusuke, Kuwabara riesce ad evocare nuovamente la nuova spada astrale in grado di fendere le dimensioni e a liberare sé stesso e i suoi compagni dalla dimensione del demone d'ombra. Doppiato da Massimo Di Benedetto.

- Sadao Makihara detto il Buongustaio (Gourmet) e Toguro: Makihara è in grado di mangiare letteralmente le persone, e assorbire i loro poteri, con questa abilità ha preso i poteri di Toguro maggiore, il quale era però troppo "duro da digerire" e ha preso il sopravvento, assimilando il suo potere e quello di Murota, precedentemente divorato, diventando un avversario temibile. Nonostante tutto Kurama lo sconfiggerà, lo farà imprigionare da un albero demoniaco capace di creare illusioni e succhiare poi le viscere della propria preda, ma essendo Toguro capace di rigenerarsi lo condannerà ad un eterno supplizio nell'illusione perpetua di tentare, vanamente, di uccidere Kurama stesso. Dei sette peccati capitali, Makihara rappresenta la gola e Toguro l'avarizia.

- Kaname Hagiri, il Tiratore scelto (Sniper): è in grado di lanciare qualsiasi oggetto con forza e precisione su un bersaglio a sua scelta. Darà seri problemi a Yusuke, lanciandogli contro di tutto finché Hiei non lo prenderà di sorpresa e trafiggerà con un colpo di spada, evitando con precisione chirurgica i centri vitali. Successivamente discuterà con Kamiya che gli suggerirà di riprendere la scuola, usando i suoi poteri per diventare una sorta di vendicatore, dopo il liceo sparirà. Dei sette peccati capitali, Hagiri rappresenta la superbia.

- Minoru Kamiya,  Il Dottore (The Doctor): può creare insetti, invisibili, che secernono un virus in grado di indebolire le persone fino a ucciderle o trasformarli in zombie al suo servizio. Oltre a questo la sua abilità consiste nel rendere le sue mani taglienti come bisturi, inoltre è in grado di controllare le sostanze chimiche nel suo cervello in modo da non sentire dolore e resistere più lungo agli scontri. Sarà affrontato da Yusuke, che si rivelerà particolarmente spietato, poiché non è nemmeno più umano visto la sua crudeltà nell'agire. Riuscirà a sopravvivere e a fine vicenda parlerà con Kaname, quindi userà i suoi poteri per cambiare aspetto del suo viso e diventare un guaritore miracoloso. Dei sette peccati capitali, Kamiya rappresenta l'ira. Doppiato da Claudio Ridolfi.

- Kiyoshi Mitarai, detto Il Marinaio (Seaman): mischiando il suo sangue con l'acqua può evocare dei demoni acquatici, a seconda del sangue versato i demoni saranno più o meno forti. Queste creature inglobano le loro vittime al proprio interno e possono ucciderlo o solo tenerle prigioniere. Non sono prigioni normali ma addirittura dimensionali e difatti Kuwabara potrà liberarsene solo evocando una nuova spada astrale, capace di fendere le dimensioni. Passerà in seguito dalla parte di Yusuke e li aiuterà al meglio contro Sensui. Dei sette peccati capitali, Mitarai rappresenta l'invidia. Doppiato da Rica Matsumoto e Patrizia Scianca

- Tsukihito Amanuma detto il Giocatore (Game Master): bambino appassionato dei videogiochi, convinto da Sensui ad unirsi a lui. È in grado di rendere reale qualsiasi gioco, tuttavia per la sfida che propone al gruppo di Yusuke Sensui gli suggerirà un gioco che potrebbe ucciderlo a sua volta, cosa di cui Amanuma non si renderà conto finché Kurama non glielo rivelerà, facendolo distrarre e perdere, provocandone la sua morte. Viene successivamente resuscitato dal Piccolo Enma che trova il suo corpo in tempo per salvarlo. Dei sette peccati capitali, Amanuma rappresenta l'accidia. Doppiato da Monica Bonetto.

### Saga dei tre re
I tre re del mondo demoniaco sono 3 potentissimi demoni, ciascuno in grado di cambiare le sorti dell'intera dimensione a cui appartengono, continuamente in guerra tra loro, non andando mai d'accordo su nulla. Ciascuno di essi controlla un proprio territorio (regno) e ha al proprio servizio svariati demoni di classe A e S.

#### Raizen
Il padre di Yusuke, è noto con l'appellativo di "dio della guerra", essendo un guerriero impareggiabile. 1500 anni prima, sulla terra, s'innamorò di una donna umana che gli salvò la vita ed ebbe con lei un rapporto di una sola notte, per poi separarsi. Raizen ne era realmente innamorato e attese per secoli la possibilità di ritrovarla incarnata; fu questo a spingerlo a smettere di nutrirsi di umani, il che comportò il suo indebolimento e la possibilità per Yomi e Mukuro di espandersi. Fece convocare Yusuke dopo che, nelle vicende di Sensui, prese il controllo sul suo corpo per aiutarlo a sconfiggerlo. Dopo mesi di allenamento, l'erede riuscirà a competere con lui, il quale gli affiderà il suo regno soddisfatto, per poi morire a causa della fame.

#### Mukuro
Demone che tiene il volto coperto da bende e sigilli per nascondere le orribili deturpazioni, è in realtà una donna piuttosto calma e contenuta. Raizen suggerisce al figlio un'eventuale alleanza con lei nel caso volesse scontrarsi con Yomi: ella desidera infatti che la dimensione demoniaca resti invariata. In gioventù era una schiava e subì innumerevoli orrori, al punto da sfigurarsi da sola con l'acido per essere respinta e poi fuggire. Vivendo duramente e in solitudine accrebbe il suo potere fino a diventare capace di rivaleggiare con Raizen, costituendo il suo regno; successivamente trovò per caso la dispersa gemma di Hiei, e tramite essa trova un senso di pace. Decide quindi di farne il suo braccio destro. Sarà grazie al suo appoggio che Yomi si vedrà costretto ad accettare la proposta di Yusuke del torneo. Nel torneo finale affronterà proprio Hiei, mostrando una potenza ed agilità impressionanti. Dopo questo scontro riuscirà a vincere anche lo scontro con Natsume, ma verrà sconfitta in semifinale da Enki. Quando Enki sarà incoronato re, Mukuro, col suo esercito, si farà tutore delle nuove leggi demoniache, con Hiei ancora al suo fianco. Doppiata da Minami Takayama e Maddalena Vadacca.

#### Yomi
Il più giovane e ambizioso dei tre re, era un tempo il braccio destro di Kurama, ma era una testa calda e causava problemi al demone volpe. Un giorno fu assalito da un potente demone che lo ridusse in fin di vita e lo privò della vista; attese l'arrivo del suo compagno, il quale però non giunse mai. Comprese allora di doversela cavare da solo e da lì in avanti continuò a migliorarsi, diventando nel tempo più abile nelle percezioni, più calmo, saggio e astuto, ma anche più subdolo e calcolatore, oltre che spietato. Dopo le vicende di Sensui farà convocare il suo ex-superiore e lo inviterà ad aiutarlo per la presa di possesso di tutto il regno demoniaco alla morte imminente di Raizen, ricattandolo con minacce alla sua famiglia, svelando di essere venuto a conoscenza che fu lo stesso Kurama ad ingaggiare il demone che lo acceccò. Doppiato da Masashi Ebara e Antonello Governale.

#### Amici di Raizen
Nove potentissimi demoni e amici di lunga data di Raizen. Ognuno di loro è dotato di un potere demoniaco immenso, pari a quello dei tre re al momento dell'entrata di Yusuke nel mondo dei demoni, ma nonostante questo non hanno mai avuto interessi di conquista quindi Yomi e Mukuro sono sempre stati all'oscuro della loro esistenza. Quando Raizen muore vengono a visitare la sua tomba e poi, venuti a sapere del torneo organizzato da Yusuke, decidono di parteciparvi, primeggiando in tutti i gironi.
- Kokou: Ha l'aspetto di una giovane donna con i capelli verdi e il corpo slanciato. Visita per prima la tomba di Raizen assieme al marito Enki, ma arriva ubriaca mettendosi subito a urlare contro Raizen verso cui sostiene di aver sempre avuto un debole. Nel corso del torneo sconfigge Yomi e poi viene a sua volta sconfitta da Kujou. Doppiata da Emanuela Pacotto.
- Enki: Ha un aspetto simile a quello di un grosso Oni dalla pelle rossa con barba e capelli castano chiaro. È molto grande e muscoloso ed è oltretutto, nonostante il grande potere, una persona gentile, educata, dal temperamento pacato e anche piuttosto in difficoltà di fronte agli eccessi della amata moglie Kokou. Durante il torneo diventa il campione del suo blocco, il D, e poi vince il torneo diventando il nuovo Re dei demoni. Appena ottenuta la carica, obbliga i demoni a lasciar stare gli umani e stabilisce che da quel momento in avanti il titolo di Re dei demoni verrà deciso ogni tre anni con un nuovo torneo. Doppiato da Tony Fuochi.
- Kujou: Ha l'aspetto di un uomo magro dalla pelle color sabbia e i capelli blu. Solo nell'anime è il fratello gemello di Natsume.

### Antagonisti dei film
Yasha: è un potente demone al servizio del rivale d'amore di Koenma. Il bimbetto prende in ostaggio Koenma e minaccia che se non avesse avuto il sigillo d'oro lo avrebbe gettato nella lava. Koenma si salva ma Yusuke deve comunque affrontare Yasha restando ferito gravemente nello scontro, ma riesce a vincere con una sua strategia.
Yakumo: Yakumo è il Re del mondo degli Inferi, nonché un demone di classe A e il suo piano è quello di conquistare i due mondi. Yusuke e gli altri riescono a sconfiggere gli aiutanti di Yakumo e alla fine Yusuke, grazie all'energia della sfera dei demoni che riesce a tramutare in energia astrale, batte Yakumo con un Reigan. Quando Yakumo entra in possesso e ottiene i poteri della Gemma degli Inferi, il suo livello è probabile che raggiunga quello di un demone di classe S. Va detto che Yakumo viene sconfitto proprio perché la sfera che lo ha potenziato viene modificata da Yusuke, mutando l'energia infernale in astrale.
Raigo: Il più autorevole fra i tre arcidiavoli al servizio di Yakumo, è l'unico infatti che accompagna il suo signore durante le missioni di ricerca della Gemma degli Inferi sulla Terra. Risulta essere il più insidioso degli arcidiavoli, ha come Hiei un terzo occhio che aumenta sensibilmente i suoi poteri. La sua abilità consiste nell'intensificare i pensieri malvagi dei suoi opponenti, impadronendosene a tal punto da poter controllare la volontà altrui. In un primo duello ha la meglio su Hiei, ma nel secondo viene da questi eliminato.
Majari: Arcidiavolo dalla pelle turchese, ha l'abilità di specchiare i colpi nemici, ovvero di replicare le mosse altrui perfettamente. Riesce infatti a creare la tipica arma di Kuwabara, la spada astrale e a padroneggiarla in modo egregio. Viene sconfitto dall'umano, che astutamente finge di creare una nuova tecnica, che Majari copia all'istante non rendendosi però conto che in tal modo consumerà tutta la sua energia. Privi di energia, Kuwabara fa valere la sua maggior forza fisica e lo stende con un violento pugno.
Kaiki: Arcidiavolo dalla pelle rossa, possiede il potere di leggere il passato e in generale la memoria altrui, trasformandosi in persone care ai suoi nemici per poterli fronteggiare meglio e indurli a tentennare, perché frenati nel vedere qualcuno di loro caro. Decide quindi di appropriarsi di uno dei ricordi di Kurama, trasformandosi in suo vecchio compagno di scorribande: Kuronue. Oltre a questo riesce a insinuare nell'animo di Kurama la convinzione di essere stato responsabile della sorte di Kuronue, in particolare della sua cattura. Grazie a delle falci con catene, può creare una fitta nebbia che ha la funzione di erigere una zona mistica che influenza la percezione di chi vi è all'interno, ingannandolo con visioni maligne.

### Personaggi esclusivi dei film
Hinageshi
È una guida del mondo degli spiriti, dalle sembianze di piccola fanciulla coi capelli rossi. Scampa all'inondazione del fiume Sanzu, che sommerge il mondo degli spiriti. Aiuterà Yusuke e i suoi contro i diavoli di Yakumo, fornendo più che altro delle informazioni sul mondo degli Inferi. Dimostra comunque anche del coraggio, provando a salvare Botan dalle mire di Yakumo.